# Kathy Kirby

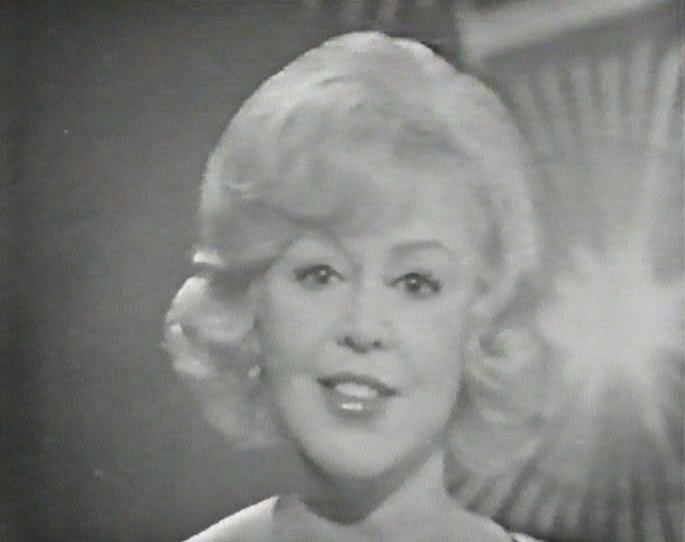
Kathy Kirby op het Eurovisiesongfestival 1965

Kathy Kirby (Ilford (Essex), 20 oktober 1938 – Londen, 19 mei 2011) was een populaire Britse zangeres uit de jaren 60 en 70. Haar echte naam is Kathleen O'Rourke.
Haar fenomenale sopraanstem werd al vroeg opgemerkt en men dacht dat ze wel carrière zou maken in de opera. Ze leerde bandleider Ambrose kennen en begon in zijn band te spelen, dat zou ze 3 jaar doen, Ambrose werd haar manager tot aan zijn dood in 1971.
Ze nam het imago van blonde stoot aan, zoals Marilyn Monroe. Haar looks, lipgloss en krachtige stem werden haar handelsmerk. Tussen 1963 en 1965 had ze verschillende Top 20-hits in het VK, haar bekendste is Secret Love. 
Ze verscheen in twee televisieseries en zong ook een themalied van een serie in. Ze vertegenwoordigde het Verenigd Koninkrijk op het Eurovisiesongfestival 1965 met I belong, ze werd 2de.
Haar ster doofde uit in de late jaren 60; al nam ze nog 12 singles en een album op tussen 1967 en 1973, geen enkele ervan werd een hit. De dood van haar manager Ambrose was een zware schok voor haar. In 1977 liet ze weer van zich horen toen bekend werd dat ze bankroet was. 
Ze nam afscheid van de showbusiness en keerde incidenteel nog eens terug. 
In 2005 kwam ze weer tevoorschijn met een officiële website en een biografie genaamd Secrets, Loves and Lipgloss. Ze woonde tot haar overlijden in 2011 in Londen.